# Back on the Tracks
Back on the Tracks  is het achtentwintigste album van de Britse progressieve-rockband Caravan. Het is de opname van een concert gegeven door Caravan.
De opnames zijn gemaakt bij een optreden op 27 september 1997 in Tivoli (Utrecht). De dubbel-cd is uitgegeven door the Continental Caravan Campaign (CoCaCamp*).

## Tracklist
1. Memory Lain, Hugh - 5:59
2. Headloss - 5:24
3. It's A Sad, Sad Affair - 3:13
4. The Dog, The Dog, He's At It Again - 6:30
5. Cold As Ice - 6:14
6. Somewhere In Your Heart - 6:17
7. Travelling Ways - 4:09
8. I Know Why You're Laughing - 5:40
9. Liar - 6:45
10. Nine Feet Underground - 18:03
11. Behind You - 6:21
12. It's Not Real - 6:18
13. For Richard - 11:33
14. Golf Girl - 5:47
15. If I Could Do It All Over Again, I'd Do It All Over You - 3:39

## Bezetting
- Pye Hastings - zang, gitaar
- Geoff Richardson - altviool, mandoline, dwarsfluit, zang
- David Sinclair - keyboards
- Jim Leverton - basgitaar, zang
- Richard Coughlan - drums
- Doug Boyle - gitaar
- Simon Bentall - percussie